# Frank Polk
Frank Lyon Polk (Nueva York, 13 de septiembre de 1871-ibidem, 7 de febrero de 1943) fue un abogado estadounidense y socio del bufete de abogados conocido actualmente como Davis Polk & Wardwell. Durante algunos años ocupó cargos diplomáticos destacados, entre ellos Secretario de Estado de los Estados Unidos de forma interina durante la presidencia de Woodrow Wilson.

## Biografía

### Primeros años y educación
Nació en septiembre de 1871 en la ciudad de Nueva York, hijo de William Mecklenburg Polk (1844-1918), decano del Centro Médico Weill Cornell y nieto del obispo y general confederado Leonidas Polk (1806-1864), que era primo del presidente James K. Polk.
Se graduó en Yale College (B.A., 1894) y en la facultad de derecho de la Universidad de Columbia (LL.B., 1897).

### Carrera
En 1897, comenzó su práctica legal en la ciudad de Nueva York, trabajando en una variedad de consejos y comisiones de la ciudad. Fue miembro de la comisión de servicio civil de Nueva York desde 1907 hasta 1909, y en 1907 y 1910 fue miembro de la junta de educación de la ciudad. El 24 de enero de 1914, el alcalde John Purroy Mitchel lo nombró abogado de la corporación, en cuyo cargo permaneció hasta su nombramiento el 16 de septiembre de 1915 como consejero del Departamento de Estado de los Estados Unidos en Washington D. C., siendo confirmado por el Senado en el 17 de diciembre de 1915. El 17 de abril de 1914, fue herido por disparos cuando un exempleado de la ciudad intentó asesinar al alcalde Mitchell.
Se desempeñó en el Departamento de Estado como consejero hasta 1919, y luego como secretario de Estado interino (1920) y subsecretario de estado (1919-1920). Encabezó la comisión estadounidense para negociar la paz en París (1919) y, luego de la salida del presidente Woodrow Wilson y del secretario Robert Lansing de París en 1919, representó a los Estados Unidos en la conferencia de paz. Dirigió la campaña de la convención presidencial demócrata de 1924 de John W. Davis.